# Иниотеф Какара
Иниотеф Какара (также известен как Антеф Какара) — древнеегипетский или нубийский правитель, который, скорее всего, правил в конце XI — начале XII династии в Нижней Нубии (1983-1976 гг. до н. э.). Хотя он является самым известным нубийским правителем этого периода, о его деятельности ничего не известно.

## Биография
Какаре, вероятно, правил в Нижней Нубии в политически неспокойный период (а также был претендентом на египетский трон), охватывающий правление Ментухотепа IV из XI династии и начало правления Аменемхата I из XII династии.
Какаре является самым известным из целого ряда нубийских правителей, таких как Сегерсени и Джиибхентри. Действительно, его полный фараоновский титуларий известен благодаря 16 надписям, найденным в Умбаракабе, Муденеджаре, Гутнисе, Таифе, Абу-Симбеле и Тошке, всё в Нижней Нубии. Эти надписи содержат титулатуру Какаре, иногда только картуш, и никогда не дают больше никаких подробностей. В случае с надписью из Тошки имя Какаре написано рядом с именем Джиибхентри. Однако египтолог Даррелл Бейкер предположил, что это объясняется нехваткой места на скале, а не указывает на связь между двумя правителями. Таким образом, отношения между Какаре и двумя другими нубийскими правителями того периода, Сегерсени и Джиибхентри, остаются неизвестными.